# Spökspindlar
Spökspindlar (Anyphaenidae) är en familj av spindlar som innehåller över 500 kända arter världen över, uppdelade på 56 olika släkten.
Familjen är särskilt artrik i tropiska och subtropiska regioner av Amerika. 
I nordvästra Europa representeras familjen endast av en art, trumspindeln, ibland kallad spökspindeln, Anyphaena accentuata. Den kallas trumspindeln eftersom hanen trummar med sin bakkropp på löv i träd och buskar vid uppvaktningen av honan. Mestadels hittas den på buskar och träd där den aktivt letar bytesdjur. Den övervintrar som nästan vuxen och ömsar till vuxen när vårvärmen kommer. Den ska inte blandas ihop med en vargspindel, Hygrolycosa rubrofasciata, som trummar med palperna på gamla löv på marken. 
I jämförelse med många andra spindlar har spökspindlarna ett mycket välutvecklat trakésystem. De är aktiva jägare vars främsta byten är olika små insekter.